# 吉洛特
吉洛特（希臘語：Ζηλωταί）是拜占廷帝国塞萨洛尼基的一个政治团体。當時塞萨洛尼基有不少來自意大利城市共和国的商人，他們要求城市自治，反对专制统治，反对高稅收和高利贷。
1341年，约翰五世称帝。同年，约翰六世在色雷斯自立为帝。双方为争夺拜占廷帝国王位而互相交戰。1342年，吉洛特發動塞萨洛尼基居民起事。1342至1345年期間，君士坦丁堡政府暫時承認吉洛特政权。塞萨洛尼基的教会和富人财产被沒收，穷人被赈济，同時起事者組建民兵保護塞萨洛尼基。後來塞萨洛尼基的一位執政官約翰·阿波考库斯打算向约翰六世投降，結果遭到塞萨洛尼基居民反對，塞萨洛尼基居民再次起事处死約翰·阿波考库斯。1349年，约翰五世和约翰六世共同攻陷塞萨洛尼基，吉洛特政權滅亡。